# 膨囊薹草
膨囊薹草（学名：Carex lehmanii）是莎草科薹草属的植物。分布在朝鲜、日本、尼泊尔、锡金以及中国大陆的西藏东南部、青海、陕西、云南西北部、四川西部等地，生长于海拔2,800米至4,100米的地区，一般生于山坡草地、林中和溪边，目前尚未由人工引种栽培。